# 瀬戸市立原山小学校
瀬戸市立原山小学校（せとしりつはらやましょうがっこう）は、愛知県瀬戸市にある公立小学校。

## 概要
菱野団地にある3の小学校のうちの一つで、もっとも早く開校した。
2026年3月に、団地内の原山小学校と八幡小学校と統合予定。

## 学区
- 瀬戸市[2]
  - 原山台1丁目・2丁目・3丁目・4丁目・5丁目・6丁目・7丁目・8丁目
  - 菱野台1丁目・2丁目
  - 東赤重町1丁目・2丁目
  - 緑町1丁目・2丁目
  - 白山町1丁目・2丁目

## 出身著名人
- 八木聖人 - フットサル選手。